# اچ‌ام‌اس وسترن آیلز
اچ‌ام‌اس وسترن آیلز (به انگلیسی: HMS Western Isles) یک کشتی بود که طول آن ۷۹٫۳۱ متر (۲۶۰ فوت ۲ اینچ) بود. این کشتی  در سال ۱۹۰۲ ساخته شد.